# Gonzalo Rojas
Gonzalo Rojas Pizarro (ur. 20 grudnia 1917 w Lebu, zm. 25 kwietnia 2011 w Santiago) – chilijski poeta i nauczyciel akademicki.

## Życiorys
Debiutował w 1948. W 1973, po zamachu stanu w Chile, został zmuszony do udania się na emigrację. Wyjechał do Rostocku w Niemieckiej Republice Demokratycznej, gdzie wykładał na uniwersytecie. Wrócił do ojczystego kraju sześć lat później. W latach 1980–1994 mieszkał w Stanach Zjednoczonych. Był wykładowcą literatury i filozofii na uczelniach w Chile, Wenezueli i USA. W 2003 otrzymał najbardziej prestiżowe wyróżnienie literatury hiszpańskojęzycznej – Nagrodę Cervantesa.

## Twórczość
- La miseria del hombre (1948)
- Contra la muerte (1964)
- Oscuro (1977)
- Transtierro (1979)
- Del relampago (1981)
- 50 poemas (1982)
- Del relampago (1984)
- El alumbrado (1986)
- Materia de testamento (1988)
- Desocupado lector (1990)
- Antologia de aire (1991)
- Rio Turbio (1996)